# Té y simpatía
Té y simpatía es una película estadounidense dirigida por Vincente Minnelli que se estrenó el 27 de septiembre de 1956. El guion de Robert Anderson, que se basa en la obra de teatro del mismo nombre y escrita por el propio guionista en 1953, analiza el rol masculino, el machismo y la homofobia en la sociedad del momento.

## Argumento
Tom Lee, un joven escritor, acude a la fiesta del 10º aniversario de su promoción en el colegio donde estudió. Desde su antigua habitación empieza a recordar sus tiempos de estudiante cuando se encontraba marginado y acosado por los demás alumnos debido a los rumores que corrían sobre que era homosexual. El rumor se originó a causa del carácter sensible e introvertido de Tom y porque otros alumnos le vieron cosiendo. Desde entonces todos se burlaban de él y le apodaban damisela, sister boy en la versión original en inglés. Incluso su padre estaba preocupado porque no fuera un chico "normal", debido a sus gustos como la jardinería o llevar el pelo largo, y le había enviado al internado donde él había estudiado para que se convirtiera en un hombre de verdad.
La única que le comprendía es Laura Reynolds, la mujer del profesor del centro Bill Reynolds amigo de su padre, y de la que Tom estaba secretamente enamorado. A la señora Reynolds Tom le recordaba a su fallecido marido, que era atento y sensible a diferencia del rudo Bill, por lo que disfrutaba de la compañía de Tom e intentó ayudarlo. Las atenciones de Laura hacia Tom despertaron los celos del profesor Reynolds hacia éste, que en lugar de intentar atajar la actitud machista de sus alumnos la fomentaba de forma indirecta.
Tras ser humillado por todos los muchachos durante un ritual de iniciación del colegio conocido como la batalla de los pijamas y enterarse de que su compañero de cuarto, y único amigo Al, es obligado por sus padres a cambiar de cuarto el curso siguiente debido a los rumores sobre él, decide demostrarle a todos y a sí mismo que es un macho acostándose con Elly, una chica fácil que trabaja como camarera en una cafetería cercana al colegio y que todos conocen. Pero su plan se viene abajo cuando es incapaz de consumar con una chica tan basta y le da un ataque de nervios cuando ella le dice que tiene manos de mujer y le recuerda el mote con el que le llaman. Entonces agarra un cuchillo e intenta suicidarse, aunque los guardias de colegio llegan a tiempo para impedírselo.
El escándalo que se desata origina que Tom sea expulsado del colegio por trasgredir las normas al haberse escapado de noche. Entonces Laura descubre que Tom ha desaparecido al encontrar en su habitación unas inquietantes notas que parecen de suicidio, y sale a buscarle. Lo encuentra en el bosque y conmovida por él decide hacerle el amor para sacarle del pozo donde le tienen sus dudas. Ella le dice: "Dentro de años, cuando hables de esto, y lo harás, sé amable".
En su visita al colegio diez años después, Tom, tras haberse casado y escrito un libro sobre este episodio, descubre que no solo marcó su vida sino que fue el comienzo del alejamiento definitivo del matrimonio Reynolds que en ese momento se encuentra separado.

## Reparto
- John Kerr - Tom Lee
- Deborah Kerr - Laura Reynolds
- Leif Erickson - Bill Reynolds
- Edward Andrews - Herb Lee, el padre de Tom
- Darryl Hickman - Al, el compañero de cuarto de Tom
- Norma Crane - Elly, la camarera